# GWSN
Le GWSN, (공원소녀?, Gongwon SonyeoLR) anche note come Girls in the Park, sono un girl group multinazionale sudcoreano formatosi a Seul nel 2018. Il gruppo ha esordito il 5 settembre 2018 con l'EP The Park in the Night Part One.
Le GWSN sono formate da sette membri: Miya, Seokyoung, Seoryoung, Anne, Minju, Soso e Lena.

## Formazione
- Miya (미야) – rap, voce
- Seokyoung (서경) – voce
- Seoryoung (서령) – Leader, voce
- Anne (앤) – rap
- Minju (민주) – voce
- Soso (소소) – voce
- Lena (레나) – voce

## Discografia

### EP
- 2018 – The Park in the Night Part One
- 2019 – The Park in the Night Part Two
- 2019 – The Park in the Night Part Three
- 2020 – The Keys
- 2021 – The Other Side of the Moon